# Суетов, Юрий Петрович
Юрий Петрович Суетов (род. 1933) — советский футболист, защитник.

## Биография
В середине 1950-х годов выступал в Челябинске за местный «Авангард».
В ходе сезона 1955 года перешёл в ОДО (Свердловск), в его составе в том же году стал победителем класса «Б». 1 апреля 1956 года дебютировал в классе «А» в матче против московского «Спартака». Всего в высшем дивизионе сыграл 14 матчей.
В 1956 году принимал участие в Спартакиаде народов СССР в составе сборной РСФСР.
В 1958 году вернулся в Челябинск и стал выступать за «Локомотив». В составе команды провёл семь сезонов в классе «Б» и второй группе класса «А». После окончания игровой карьеры в 1969—1970 годах работал в тренерском штабе челябинского «Локомотива».
Дальнейшая судьба неизвестна.